# Cuando el destino nos alcance (álbum)
Cuando el destino nos alcance es el cuarto disco del grupo granadino Lori Meyers. Fue editado en 2010.

## Lista de canciones
1. "Mi realidad" - 3:15
2. "Corazón elocuente" - 3:27
3. "¿Aha han vuelto?" - 4:10
4. "Castillos de naipes" - 3:20
5. "Rumba en atmósfera cero" - 3:10
6. "Nuevos tiempos" - 3:22
7. "Ventura" - 2:41
8. "Religión" - 3:54
9. "Explícame" - 3:50
10. "Condicional hipotética" - 2:54
11. "Enhorabuena eres el que tiene más" - 3:02

- Datos: Q8352169